# Вила Миноцо (Ређо Емилија)
Вила Миноцо (итал. Villa Minozzo) је насеље у Италији у округу Ређо Емилија, региону Емилија-Ромања.
Према процени из 2011. у насељу је живело 1206 становника. Насеље се налази на надморској висини од 670 м.

## Становништво
| 1931. | 1936. | 1951. | 1961. | 1971. | 1981. | 1991. | 2001. | 2011. |
| ----- | ----- | ----- | ----- | ----- | ----- | ----- | ----- | ----- |
| 9.501 | 9.020 | 8.594 | 7.725 | 5.150 | 4.519 | 4.063 | 4.147 | 3.900 |